# Syllepis semifuneralis
Syllepis semifuneralis là một loài bướm đêm trong họ Crambidae.